# Alfred Fiedler (Mediziner)
Carl Ludwig Alfred Fiedler (* 5. August 1835 in Moritzburg; † 2. Juni 1921 in Dresden) war ein deutscher Mediziner (Pathologe, Internist) und Leiter des Stadtkrankenhauses Dresden. Er machte sich u. a. einen Namen in der Erforschung der Trichinenkrankheit.

## Leben

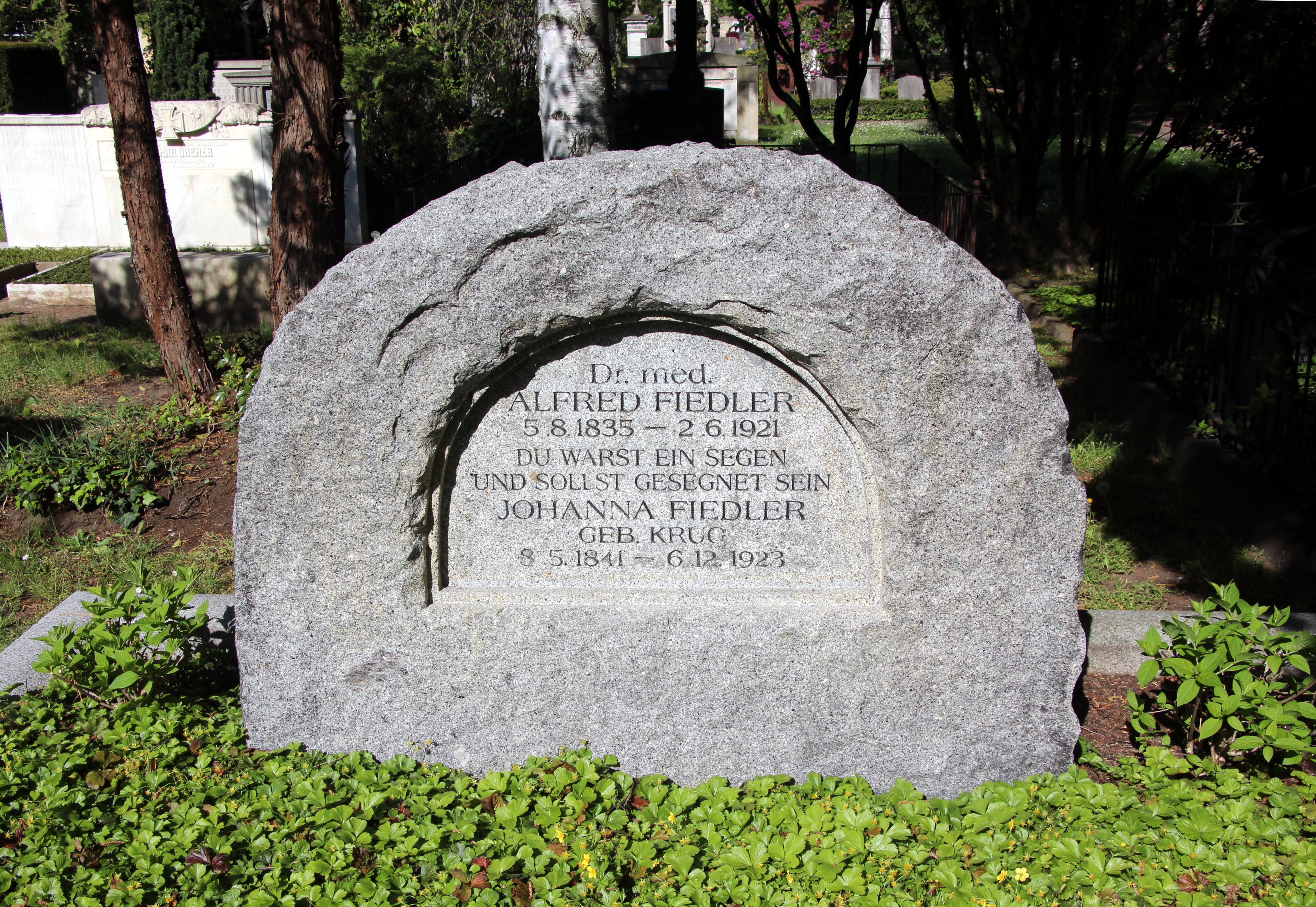
Grab von Alfred Fiedler

Nach seinem Studium an der Universität Leipzig, u. a. bei Carl Reinhold August Wunderlich (1815–1877), wurde Fiedler 1859 zum Dr. med. promoviert. Anschließend war er als Assistenzarzt am Universitätsklinikum Rostock tätig. Am 10. März 1867 wurde er mit dem akademischen Beinamen Erasistratos in die Deutsche Akademie der Naturforscher Leopoldina (Matrikel-Nr. 2073) gewählt.
Fiedler war ab 1861 zunächst Assistenzarzt am Stadtkrankenhaus Dresden-Friedrichstadt und wurde 1862 als Nachfolger von Friedrich Albert von Zenker Prosektor. Diese Aufgabe hatte er bis 1869 inne. Von 1869 bis 1901 war Fiedler als leitender Arzt der Inneren Abteilung des Stadtkrankenhauses Friedrichstadt tätig. Im Jahr 1899 wurde er zum Professor ernannt. Im Jahr 1901 zog er sich ins Privatleben zurück. Er verstarb 1921 in Dresden und wurde auf dem Trinitatisfriedhof beigesetzt. 

## Ehrungen
- 1872: Geheimer Medizinalrat und Königlicher Leibarzt unter drei Regenten
- 30. April 1894: Ehrenbürger von Dresden (30. April 1894)
- 1899: Professor

## Namensgeber

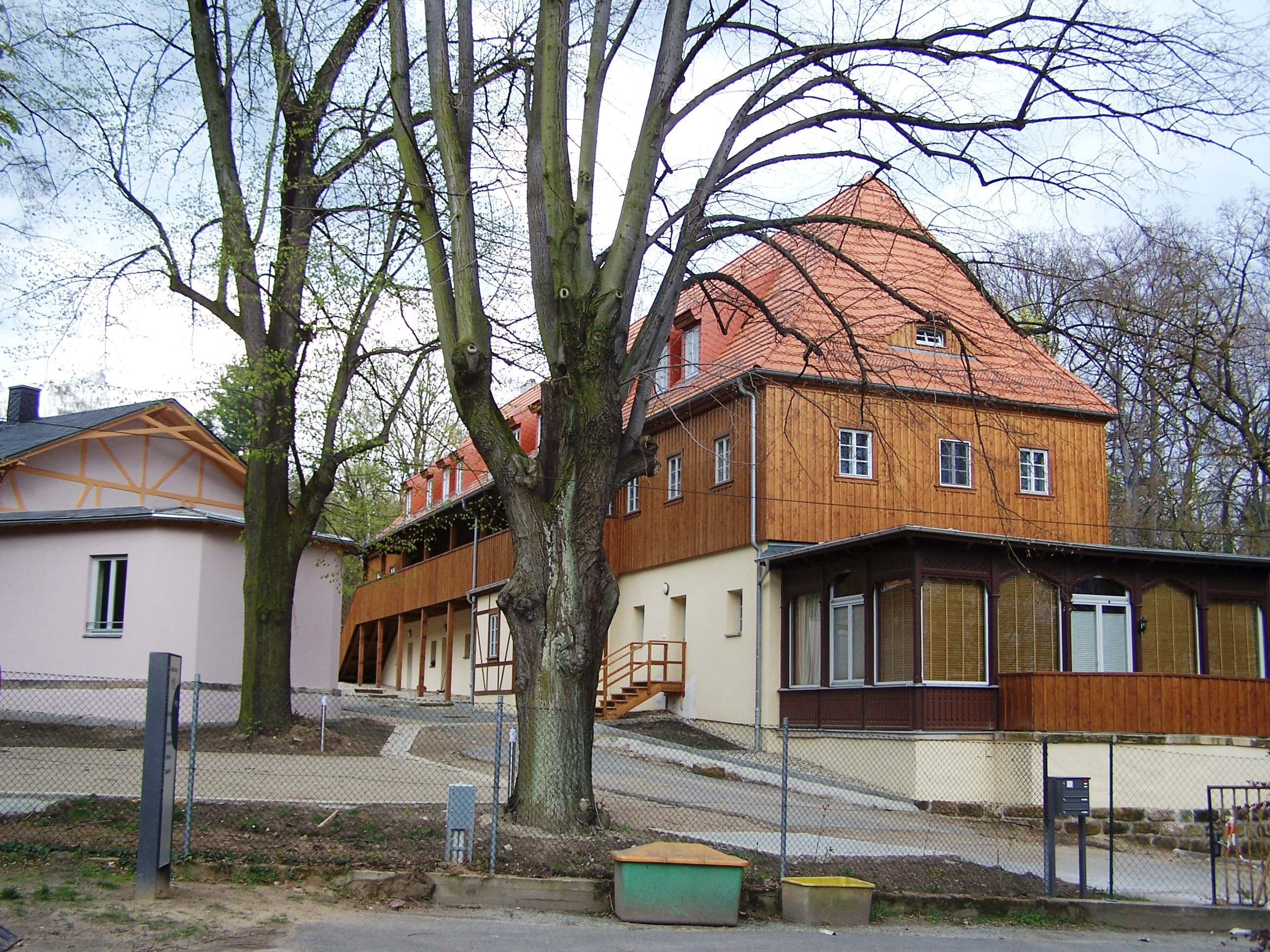
Fiedlerhaus in Radebeul

Fiedler erkannte das für Lungenkranke günstig wirkende Mikroklima der Oberlößnitz. Auf seine Empfehlung erwarb 1892 die Stadt Dresden dort das bereits 1658 von Großkanzler von Lüttichau auf Zschorna angelegte Weingut mit Namen Walthers Weinberg. Das von 1845 stammende Hauptgebäude, in dessen Vorgängerbau die Oberlößnitz am 6. August 1839 ihren offiziellen Gründungsakt als Gemeinde vollzogen hatte, wurde bis 1893 zum „Heim für besserungsfähige, erholungsbedürftige Lungenkranke“ für zunächst 30 Patienten umgebaut. In Referenz an den Gründer erhielt das am Augustusweg gelegene Haus den Namen Fiedlerhaus. Dieser Name bürgerte sich so ein, dass auch das nahegelegene, bis dahin Walthers Grund (vorher Finstergrund) genannte, Kerbtal nach kurzer Zeit Fiedlergrund hieß. Und der durch das Tal fließende Tautzschenbach, eines der Verlorenen Wasser, erhielt den Namen Fiedlerbach.
In Dresden trägt die Fiedlerstraße seinen Namen.

## Werke
- Zur Entwicklungsgeschichte der Trichinen. Archiv der Heilkunde, Leipzig, 1862.
- Über Wirkung des Benzin und der Abführmittel auf Trichinen. Archiv der Heilkunde, Leipzig, 1862.
- Verhalten der Muskeltrichinen bei höherer und niederer Temperatur beim Vertrocknen des Fleisches etc. Archiv der Heilkunde, Leipzig, 1862.
- Zur Therapie der Trichinenkrankheit. Archiv für klinische Medizin, XXXVII.
- Versuche über Einwirkung von Natr. und Kali picronitricum auf Trichinen. Virchows Archiv für pathologische Anatomie und Physiologie und für klinische Medizin, Berlin 1863, XXVI.
- Der Bau des menschlichen Körpers. In: Anatomischer Wandatlas zum Schulunterricht etc. 4. Auflage, 1874. 8. Auflage, Dresden, 1895.
- Zur Lammbluttransfusion. Archiv für klinische Medizin, 1874.
- Die Weilsche Krankheit. Archiv für klinische Medicin, XLII and L.
- Die Morphiumsucht. Sitzungsbericht der Gesellschaft für Natur- und Heilkunde zu Dresden, 1876.
- Über Gallensteine. Sitzungsbericht der Gesellschaft für Natur- und Heilkunde zu Dresden, 1879.
- Giebt es eine Peritonitis chron. exsudat. Idiopath? Sitzungsbericht der Gesellschaft für Natur- und Heilkunde zu Dresden, 1879.
- Einfluss fieberhafter Krankheiten auf Psychosen. Sitzungsbericht der Gesellschaft für Natur- und Heilkunde zu Dresden, 1879.
- Zur Technik der Thoracocentese. Deutsche medicinische Wochenschrift, Berlin, 1880.
- Das Verhalten des Typhus abdominalis in Dresden. Sitzungsbericht der Gesellschaft für Natur- und Heilkunde zu Dresden, 1884.
- Über Punction der Pleurahöhle und des Herzbeutels. Volkmann’s Sammlung klinischer Vorträge, Leipzig, Nr. 215.
- Über Pleuritis rheumatica. Festschrift für Hans Thierfelder (1858–1930) anlässlich seines 70. Geburtstages.
- Herzkrankheiten in Folge Überanstrengung des Herzens. Jahresbericht der Gesellschaft für Natur- und Heilkunde. Dresden, 1894/1895.